# EPrix van Valencia 2021
De ePrix van Valencia 2021 werd gehouden over twee races op 24 en 25 april 2021 op het Circuit Ricardo Tormo Valencia. Dit waren de vijfde en zesde races van het zevende Formule E-seizoen. Het was de eerste keer in de geschiedenis van de klasse dat er races plaatsvonden op een permanent circuit; er werd gekozen om hier te rijden nadat er vanwege de coronapandemie een aantal andere races niet door konden gaan.
De eerste race werd gekenmerkt door het hoge aantal safetycarfases en het grote aantal coureurs die vanwege een lege batterij de finish niet haalden. Mercedes-coureur Nyck de Vries won de race, nadat de voormalige leider António Félix da Costa de laatste ronde in een laag tempo af moest leggen. Oliver Rowland en Alexander Sims werden oorspronkelijk tweede en derde, maar zij werden gediskwalificeerd omdat zij te veel energie hadden verbruikt. Hierdoor werd Dragon-coureur Nico Müller tweede, terwijl Stoffel Vandoorne voor Mercedes derde werd.
De tweede race werd gewonnen door Andretti-coureur Jake Dennis, die in zijn eerste Formule E-seizoen zijn eerste zege behaalde. Porsche-coureur André Lotterer scoorde zijn eerste punten van het seizoen met een tweede plaats, terwijl Mahindra-coureur Alex Lynn zijn eerste Formule E-podium behaalde met een derde plaats.

## Race 1

### Kwalificatie
| Pos                 | No | Coureur                | Team             | Q1       | Q2       | Grid |
| ------------------- | -- | ---------------------- | ---------------- | -------- | -------- | ---- |
| 1                   | 5  | Stoffel Vandoorne      | Mercedes         | 1:26.839 | 1:26.494 | 24   |
| 2                   | 13 | António Félix da Costa | Techeetah-DS     | 1:26.870 | 1:26.522 | 1    |
| 3                   | 17 | Nyck de Vries          | Mercedes         | 1:26.914 | 1:26.730 | 7    |
| 4                   | 28 | Maximilian Günther     | Andretti-BMW     | 1:26.868 | 1:26.943 | 2    |
| 5                   | 94 | Alex Lynn              | Mahindra         | 1:26.799 | 1:27.022 | 3    |
| 6                   | 23 | Sébastien Buemi        | e.dams-Nissan    | 1:26.876 | 1:27.053 | 4    |
| 7                   | 36 | André Lotterer         | Porsche          | 1:26.933 |          | 5    |
| 8                   | 71 | Norman Nato            | Venturi-Mercedes | 1:26.979 |          | 6    |
| 9                   | 22 | Oliver Rowland         | e.dams-Nissan    | 1:27.002 |          | 8    |
| 10                  | 99 | Pascal Wehrlein        | Porsche          | 1:27.008 |          | 9    |
| 11                  | 37 | Nick Cassidy           | Virgin-Audi      | 1:27.072 |          | 10   |
| 12                  | 29 | Alexander Sims         | Mahindra         | 1:27.109 |          | 11   |
| 13                  | 25 | Jean-Éric Vergne       | Techeetah-DS     | 1:27.157 |          | 12   |
| 14                  | 27 | Jake Dennis            | Andretti-BMW     | 1:27.177 |          | 13   |
| 15                  | 33 | René Rast              | Audi             | 1:27.290 |          | 14   |
| 16                  | 4  | Robin Frijns           | Virgin-Audi      | 1:27.317 |          | 15   |
| 17                  | 48 | Edoardo Mortara        | Venturi-Mercedes | 1:27.338 |          | 16   |
| 18                  | 20 | Mitch Evans            | Jaguar           | 1:27.442 |          | 17   |
| 19                  | 7  | Sérgio Sette Câmara    | Dragon-Penske    | 1:27.456 |          | 18   |
| 20                  | 88 | Tom Blomqvist          | NIO              | 1:27.481 |          | 19   |
| 21                  | 10 | Sam Bird               | Jaguar           | 1:27.619 |          | 20   |
| 22                  | 11 | Lucas di Grassi        | Audi             | 1:27.634 |          | 21   |
| 23                  | 6  | Nico Müller            | Dragon-Penske    | 1:27.644 |          | 22   |
| 24                  | 8  | Oliver Turvey          | NIO              | 1:28.524 |          | 23   |
| 110%-tijd: 1:35.478 |    |                        |                  |          |          |      |

### Race
| Pos | No | Coureur                | Team                      | Rondes | Tijd/Oorzaak uitval | Grid | Punten |
| --- | -- | ---------------------- | ------------------------- | ------ | ------------------- | ---- | ------ |
| 1   | 17 | Nyck de Vries          | Mercedes                  | 24     | 48:20.547           | 7    | 25     |
| 2   | 6  | Nico Müller            | Dragon-Penske             | 24     | +13.128             | 22   | 18     |
| 3   | 5  | Stoffel Vandoorne      | Mercedes                  | 24     | +34.886             | 24   | 15     |
| 4   | 37 | Nick Cassidy           | Virgin-Audi               | 24     | +36.903             | 10   | 12     |
| 5   | 33 | René Rast              | Audi Sport ABT Schaeffler | 24     | +51.650             | 14   | 10     |
| 6   | 4  | Robin Frijns           | Virgin-Audi               | 24     | +52.985             | 15   | 9      |
| 7   | 11 | Lucas di Grassi        | Audi                      | 24     | +2:41.946           | 21   | 6      |
| 8   | 27 | Jake Dennis            | Andretti-BMW              | 24     | +3:07.061           | 13   | 4      |
| 9   | 25 | Jean-Éric Vergne       | Techeetah-DS              | 24     | +4:19.582           | 12   | 2      |
| NC  | 8  | Oliver Turvey          | NIO                       | 24     | Energie             | 23   |        |
| NC  | 88 | Tom Blomqvist          | NIO                       | 24     | Energie             | 19   |        |
| DNF | 71 | Norman Nato            | Venturi-Mercedes          | 23     | Energie             | 6    |        |
| DNF | 48 | Edoardo Mortara        | Venturi-Mercedes          | 20     | Elektrisch          | 16   |        |
| DNF | 99 | Pascal Wehrlein        | Porsche                   | 19     | Elektrisch          | 9    |        |
| DNF | 36 | André Lotterer         | Porsche                   | 19     | Ongeluk             | 5    |        |
| DNF | 20 | Mitch Evans            | Jaguar                    | 15     | Elektrisch          | 17   |        |
| DNF | 7  | Sérgio Sette Câmara    | Dragon-Penske             | 14     | Ongeluk             | 18   |        |
| DNF | 28 | Maximilian Günther     | Andretti-BMW              | 10     | Ongeluk             | 2    |        |
| DNF | 23 | Sébastien Buemi        | e.dams-Nissan             | 1      | Ongeluk             | 4    |        |
| DSQ | 22 | Oliver Rowland         | e.dams-Nissan             | 24     | Gediskwalificeerd   | 8    |        |
| DSQ | 29 | Alexander Sims         | Mahindra                  | 24     | Gediskwalificeerd   | 11   |        |
| DSQ | 13 | António Félix da Costa | Techeetah-DS              | 24     | Gediskwalificeerd   | 1    | 3      |
| DSQ | 94 | Alex Lynn              | Mahindra                  | 24     | Gediskwalificeerd   | 3    | 1      |
| DSQ | 10 | Sam Bird               | Jaguar                    | 24     | Gediskwalificeerd   | 20   |        |

## Race 2

### Kwalificatie
| Pos                 | No | Coureur                | Team             | Q1       | Q2       | Grid |
| ------------------- | -- | ---------------------- | ---------------- | -------- | -------- | ---- |
| 1                   | 27 | Jake Dennis            | Andretti-BMW     | 1:31.855 | 1:28.548 | 1    |
| 2                   | 36 | André Lotterer         | Porsche          | 1:31.958 | 1:29.411 | 5    |
| 3                   | 94 | Alex Lynn              | Mahindra         | 1:32.585 | 1:29.737 | 2    |
| 4                   | 88 | Tom Blomqvist          | NIO              | 1:32.727 | 1:30.202 | 3    |
| 5                   | 8  | Oliver Turvey          | NIO              | 1:32.950 | 1:30.403 | 4    |
| 6                   | 71 | Norman Nato            | Venturi-Mercedes | 1:33.155 | 1:30.489 | 6    |
| 7                   | 25 | Jean-Éric Vergne       | Techeetah-DS     | 1:33.198 |          | 7    |
| 8                   | 22 | Oliver Rowland         | e.dams-Nissan    | 1:33.336 |          | 8    |
| 9                   | 23 | Sébastien Buemi        | e.dams-Nissan    | 1:33.390 |          | 9    |
| 10                  | 7  | Sérgio Sette Câmara    | Dragon-Penske    | 1:33.452 |          | 10   |
| 11                  | 29 | Alexander Sims         | Mahindra         | 1:33.479 |          | 11   |
| 12                  | 13 | António Félix da Costa | Techeetah-DS     | 1:33.604 |          | 12   |
| 13                  | 99 | Pascal Wehrlein        | Porsche          | 1:33.745 |          | 13   |
| 14                  | 33 | René Rast              | Audi             | 1:33.879 |          | 14   |
| 15                  | 48 | Edoardo Mortara        | Venturi-Mercedes | 1:33.898 |          | 15   |
| 16                  | 20 | Mitch Evans            | Jaguar           | 1:34.115 |          | 19   |
| 17                  | 4  | Robin Frijns           | Virgin-Audi      | 1:34.166 |          | 16   |
| 18                  | 5  | Stoffel Vandoorne      | Mercedes         | 1:34.416 |          | 17   |
| 19                  | 17 | Nyck de Vries          | Mercedes         | 1:34.419 |          | 18   |
| 20                  | 10 | Sam Bird               | Jaguar           | 1:34.480 |          | 20   |
| 21                  | 6  | Nico Müller            | Dragon-Penske    | 1:34.588 |          | 21   |
| 22                  | 11 | Lucas di Grassi        | Audi             | 1:34.610 |          | 22   |
| 23                  | 37 | Nick Cassidy           | Virgin-Audi      | 1:37.838 |          | 23   |
| 110%-tijd: 1:41.040 |    |                        |                  |          |          |      |
| 24                  | 28 | Maximilian Günther     | Andretti-BMW     | 1:41.980 |          | 24   |

### Race
| Pos | No | Coureur                | Team                      | Rondes | Tijd/Oorzaak uitval | Grid | Punten |
| --- | -- | ---------------------- | ------------------------- | ------ | ------------------- | ---- | ------ |
| 1   | 27 | Jake Dennis            | Andretti-BMW              | 30     | 46:32.002           | 1    | 29     |
| 2   | 36 | André Lotterer         | Porsche                   | 30     | +1.483              | 5    | 18     |
| 3   | 94 | Alex Lynn              | Mahindra                  | 30     | +2.428              | 2    | 16     |
| 4   | 22 | Oliver Rowland         | e.dams-Nissan             | 30     | +2.870              | 8    | 12     |
| 5   | 71 | Norman Nato            | Venturi-Mercedes          | 30     | +5.811              | 6    | 10     |
| 6   | 33 | René Rast              | Audi Sport ABT Schaeffler | 30     | +8.122              | 14   | 8      |
| 7   | 25 | Jean-Éric Vergne       | Techeetah-DS              | 30     | +8.782              | 7    | 6      |
| 8   | 8  | Oliver Turvey          | NIO                       | 30     | +11.292             | 4    | 4      |
| 9   | 48 | Edoardo Mortara        | Venturi-Mercedes          | 30     | +12.014             | 15   | 2      |
| 10  | 11 | Lucas di Grassi        | Audi                      | 30     | +12.405             | 22   | 1      |
| 11  | 23 | Sébastien Buemi        | e.dams-Nissan             | 30     | +13.295             | 9    |        |
| 12  | 28 | Maximilian Günther     | Andretti-BMW              | 30     | +13.594             | 24   |        |
| 13  | 37 | Nick Cassidy           | Virgin-Audi               | 30     | +14.329             | 23   |        |
| 14  | 10 | Sam Bird               | Jaguar                    | 30     | +15.151             | 20   |        |
| 15  | 20 | Mitch Evans            | Jaguar                    | 30     | +17.213             | 19   |        |
| 16  | 17 | Nyck de Vries          | Mercedes                  | 30     | +18.444             | 18   |        |
| 17  | 88 | Tom Blomqvist          | NIO                       | 30     | +18.885             | 3    |        |
| 18  | 99 | Pascal Wehrlein        | Porsche                   | 30     | +19.274             | 13   |        |
| 19  | 4  | Robin Frijns           | Virgin-Audi               | 30     | +19.756             | 16   |        |
| 20  | 6  | Nico Müller            | Dragon-Penske             | 30     | +21.069             | 21   |        |
| 21  | 7  | Sérgio Sette Câmara    | Dragon-Penske             | 30     | +32.079             | 10   |        |
| 22  | 13 | António Félix da Costa | Techeetah-DS              | 30     | +59.698             | 12   |        |
| 23  | 29 | Alexander Sims         | Mahindra                  | 30     | +1:04.277           | 11   |        |
| DNF | 5  | Stoffel Vandoorne      | Mercedes                  | 20     | Schade ongeluk      | 17   |        |

## Tussenstanden wereldkampioenschap

### Coureurs
| Positie | No. | Rijder            | Team             | Punten |
| ------- | --- | ----------------- | ---------------- | ------ |
| 01      | 17  | Nyck de Vries     | Mercedes         | 57     |
| 02      | 5   | Stoffel Vandoorne | Mercedes         | 48     |
| 03      | 10  | Sam Bird          | Jaguar           | 43     |
| 04      | 4   | Robin Frijns      | Virgin-Audi      | 43     |
| 05      | 20  | Mitch Evans       | Jaguar           | 39     |
| 06      | 33  | René Rast         | Audi             | 39     |
| 07      | 25  | Jean-Éric Vergne  | Techeetah-DS     | 33     |
| 08      | 27  | Jake Dennis       | Andretti-BMW     | 33     |
| 09      | 48  | Edoardo Mortara   | Venturi-Mercedes | 32     |
| 10      | 99  | Pascal Wehrlein   | Porsche          | 32     |

### Constructeurs
| Positie | Team             | Punten |
| ------- | ---------------- | ------ |
| 01      | Mercedes         | 105    |
| 02      | Jaguar           | 82     |
| 03      | Virgin-Audi      | 58     |
| 04      | Techeetah-DS     | 57     |
| 05      | Audi             | 52     |
| 06      | Porsche          | 50     |
| 07      | Andretti-BMW     | 45     |
| 08      | Mahindra         | 45     |
| 09      | Venturi-Mercedes | 43     |
| 10      | Dragon-Penske    | 42     |